# Costești (Iași)
Costești is een Roemeense gemeente in het district Iași.
Costești telt 1916 inwoners.